# Argenture

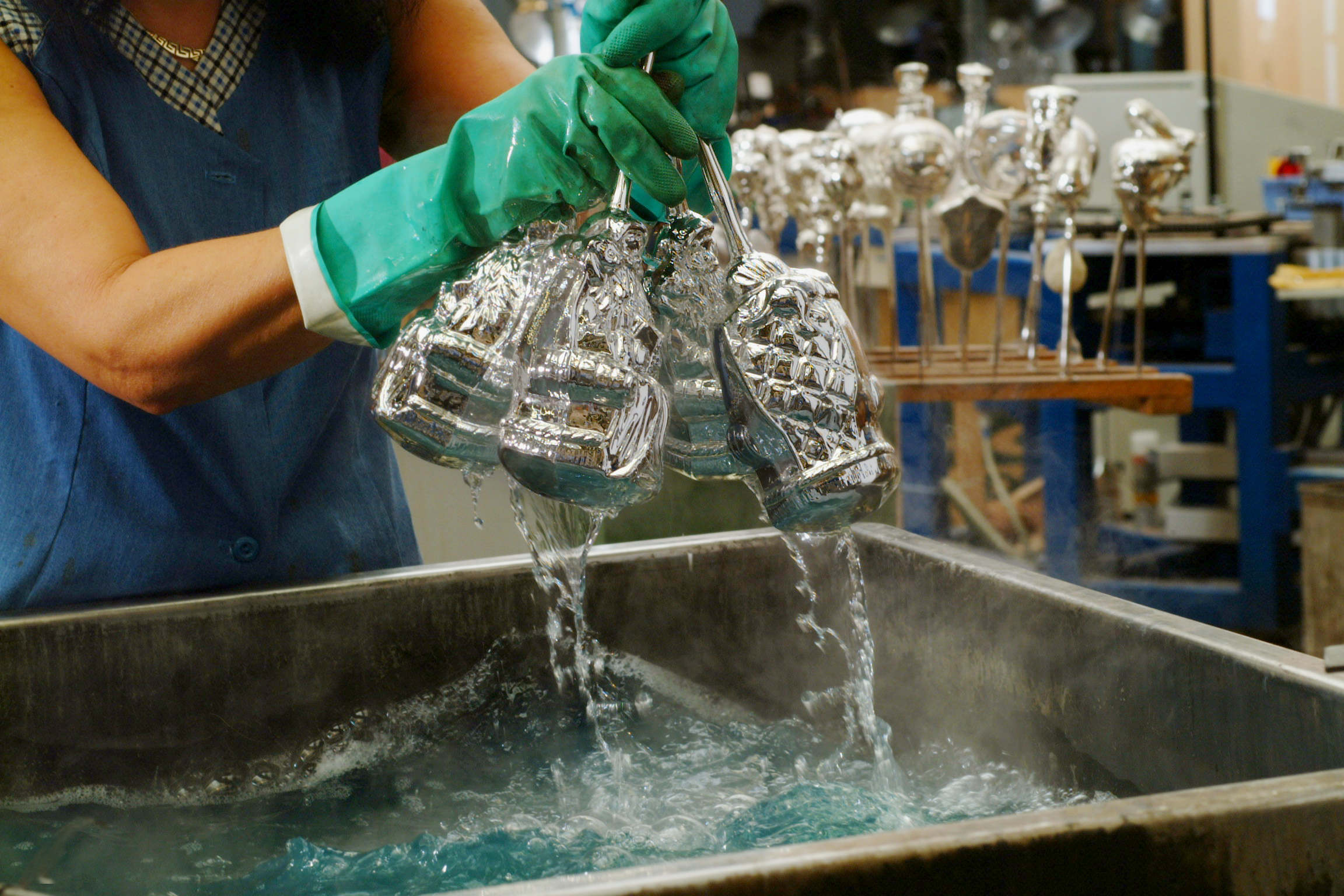
Bain d'argenture

L’argenture ou argentage est le dépôt d’une couche d’argent sur un support quelconque.

## Propriétés de l’argent
- Avantages :
  - L’argent est un métal relativement ductile et très malléable, apprécié pour son éclat blanc particulier.
  - métal précieux utilisé en joaillerie et orfèvrerie,
  - sa conductivité électrique très forte (63 × 106 S/m), supérieure de 33 % à celle de l’or (45,2 × 106 S/m), le fait utiliser en électronique,
  - photosensibilité des sels d’argent, utilisé dans la photographie.

- Inconvénients :
  - Son principal défaut provient de sa sulfuration, qui forme une couche sombre à la surface du métal.

## Argenture

### Sur pièces métalliques
Les objets à traiter subissent un nettoyage parfait, après dégraissage et polissage, ils sont immergés dans un bain électrolytique de sels d’argent à faible intensité de courant électrique. L’anode est une plaque d’argent pur et la cathode est constituée par les pièces à argenter.
Sous l’effet du courant électrique, les atomes d’argent, en dissolution dans le bain, se déposent sur les pièces à traiter (cathode). Ce phénomène physicochimique demande un entretien constant du bain et de sa teneur en sel d’argent.
L’épaisseur du dépôt dépend du temps d’immersion et de la surface à traiter et de sa forme géométrique. La quantité, elle, est précise et l’on parle le plus souvent du poids déposé (ex : 3,5 g d’argent par dm2 représentent 33 µm d’épaisseur).

### Sur verre (miroir)
Le but est de déposer une couche réfléchissante par réduction d’une solution de sel d’argent.
1. La face du verre à argenter est soumise à un brossage et un dégraissage avec une dissolution à l’eau d’oxyde de cérium pour ôter les impuretés, suivi d’un rinçage à l’eau distillée.
2. La face est ensuite soumise à une projection de protochlorure d’étain qui permettra la précipitation de l’argent.
3. Dépôt de la pellicule d’argent sous forme de nitrate d’argent à l’aide d’un pistolet
4. Protection de cette couche d’argent par un cuivrage, déposé soit par projection soit par électrolyse suivi, après séchage, par un vernissage de protection anti-oxydation du cuivre.